# Michael Stickel
Michael Stickel (* 14. April 1981 in Aalen) ist ein ehemaliger deutscher Fußballspieler und heutiger Trainer. Der Abwehrspieler lief in seiner aktiven Karriere für den VfR Aalen, den Wuppertaler SV Borussia und den SV Sandhausen in der 3. Liga auf.

## Werdegang
Stickel begann 1986 mit dem Fußballspielen beim SV Waldhausen. Nachdem er als C-Jugendlicher in die Auswahl des Württembergischen Fußballverbandes berufen worden war, wurde der VfB Stuttgart auf ihn aufmerksam und holte ihn in die eigene Jugend. Bis 1999 wurde er mit diversen Jugendmannschaften des Verein mehrmals Württembergischer Meister. 1998 zog er mit der B-Jugendmannschaft des VfB Stuttgart an der Seite von Spielern wie Ioannis Amanatidis, Andreas Hinkel oder Kevin Kurányi ins Endspiel um die Deutsche B-Jugendmeisterschaft ein, scheiterte dort jedoch an der Jugendmannschaft von Borussia Dortmund.
Nachdem Stickel sein Abitur gemacht hatte, verließ er 2000 den VfB Stuttgart und wechselte zu den Sportfreunden Dorfmerkingen. In der Oberliga Baden-Württemberg etablierte er sich auf Anhieb als Stammspieler und wurde beim Klub zum Spieler des Jahres gewählt. 2001 gewann er mit der U19-Mannschaft des Württembergischen Fußballverbandes den Länderpokal. Ein Angebot des VfB Stuttgart, zurückzukehren und für die zweite Mannschaft aufzulaufen, lehnte er ab.
Im August 2002 wechselte Stickel in die Regionalliga Süd zum VfR Aalen. Auch hier konnte er sich einen Stammplatz erkämpfen und bestritt in den folgenden Jahren einen Großteil der Spiele des Klubs aus dem Ostalbkreis. 2008 qualifizierte sich der Verein als Tabellenvierter der Regionalliga Süd für die neu geschaffene 3. Liga, wo er am 26. Juli 2008 sein Profidebüt am ersten Spieltag beim 2:1-Auswärtserfolg gegen den SV Sandhausen durch ein Tor krönen konnte. Es folgten insgesamt 17 Einsätze in der laufenden Spielzeit, bis er im März 2009 aufgrund einer schweren Rückenverletzung die Saison beenden musste.
Mit dem Abstieg des VfR in die nun viertklassige Regionalliga Süd verlor Stickels Vertrag die Gültigkeit. Aufgrund seiner einjährigen Verletzungspause bestritt er die Vorbereitung auf die Rückrunde 2009/10 beim Regionalligisten SG Sonnenhof Großaspach, dem Verein seines Beraters Uli Ferber. Im Februar 2010 wechselte der bis dato vertragslose Abwehrspieler zum Wuppertaler SV Borussia in die 3. Liga, bei dem er einen bis zum Saisonende gültigen Kontrakt unterzeichnete. Nach dem Abstieg von Wuppertal aus der 3. Liga wechselte Stickel zur Saison 2009/10 zum Drittligisten SV Sandhausen. Beim 1:1-Unentschieden gegen die SpVgg Unterhaching am 18. Spieltag verletzte er sich und fiel anschließend bis zur Winterpause aus. Nach erfolgreicher Reha kehrte er am Ende der Vorbereitung auf die Rückrunde ins Mannschaftstraining zurück, zog sich aber direkt einen Außenbandriss zu. Nach einem Comeback in der zweiten Mannschaft des Klubs blieb er nicht schmerzfrei und musste erneut operiert werden. Letztlich entschied sich der Verein, den zum Saisonende auslaufenden Vertrag nicht zu verlängern.
Stickel wechselte daraufhin im Sommer 2011 zum Oberligisten FCA Walldorf, bei dem er seine Karriere im Frühjahr 2013 nach mehreren Knieoperationen beenden musste. Anschließend wechselte er beim Klub als Co-Trainer in den Trainerstab der U-23-Mannschaft des Vereins, die bis heute zwischen der Verbandsliga Baden und der fünftklassigen Oberliga Baden-Württemberg pendelt.
Hauptberuflich ist er als Lehrer tätig.